# Мінерали пірогенні
Мінерали пірогенні (рос. минералы пирогенные, англ. pyrogenous minerals; нім. pyrogene Minerale n pl) — первинні мінерали магматичних порід.